# Gotthard (musikgrupp)
Gotthard är ett Schweiziskt hårdrocks/heavy metal band grundat i Lugano av sångaren Steve Lee (1963 - 2010) och Leo Leoni. Deras 11 senaste album har nått nummer 1 på den schweiziska albumtopplistan, vilket gör dem till ett av de mest framgångsrika schweiziska banden någonsin.
Bandet har tagit sitt namn från Sankt Gotthard.
Gotthard turnerade nyligen med Whitesnake och spelade på Arrow Rock Festival i Holland.
Sångaren Steve Lee avled i en motorcykelolycka den 5 oktober 2010. 
Den 11 november 2011, meddelade Gotthard att de hade hittat en ny sångare, Nic Maeder.

## Diskografi

### Studioalbum
- Gotthard (1992)
- Dial Hard (1994)
- G. (1996)
- Open (1999)
- Homerun (2001)
- Human Zoo (2003)
- Lipservice (2005)
- Domino Effect (2007)
- Need To Believe (2009)
- Firebirth (2012)
- Bang (2014)
- Silver (2016)

### Livealbum
- The Hamburg Tapes (1996)
- D Frosted (1997)
- Made In Switzerland - Live In Zürich (2006)
- Homegrown - Live In Lugano (2011)

### Samlingsalbum
- One Life One Soul - Best Of Ballads (2002)
- One Team One Spirit - The Very Best (2004)
- Metallic Emotions (CD och DVD)- med låten "The Call" och musikvideon "Lift "U" up" (2007)
- Heaven - Best Of Ballads part 2 (2010)

### Singlar och EP
- 1992: All I Care For
- 1992: Hush
- 1992: Firedance
- 1993: Mountain Mama
- 1994: Travellin' Man
- 1994: I'm On My Way
- 1995: Father Is That Enough
- 1996: One Life One Soul
- 1996: He Ain't Heavy He's My Brother
- 1997: Fight For Your Life
- 1997: One Life One Soul (Live)
- 1997: Love Soul Matter
- 1997: Someday
- 1998: Let It Rain
- 1999: Merry X-Mas
- 1999: Blackberry Way
- 1999: You
- 2000: Heaven
- 2000: Homerun
- 2003: What I Like
- 2003: Janie's Not Alone
- 2003: Have A Little Faith
- 2004: Fire and Ice
- 2004: One Team One Spirit
- 2005: Lift U Up
- 2005: Anytime, Anywhere
- 2005: Nothing Left at All
- 2005: Round And Round
- 2007: The Call
- 2007: Come Alive
- 2009: Need To Believe
- 2011: Remember its me (första låten med Nic Maeder som sångare)

## Medlemmar
- Leo Leoni [3]   - Gitarr
- Freddy Scherer - Gitarr
- Marc Lynn - Bas
- Hena Habegger - Trummor
- Nic Maeder - Sång

Tidigare medlemmar:
- Mandy Meyer - Gitarr
- Steve Lee (Avliden) - Sång

## Influenser
De är inspirerade av Led Zeppelin, AC/DC, Whitesnake, Deep Purple, Bon Jovi, Van Halen och Aerosmith.
De har framför coverlåtar av bl.a. Led Zeppelin, Bob Dylan, The Hollies, Manfred Mann och The Move.
Gotthard har varit förband åt det amerikanska rockbandet Bon Jovi och även åt Bryan Adams.